# Henri Brunner (Chemiker)

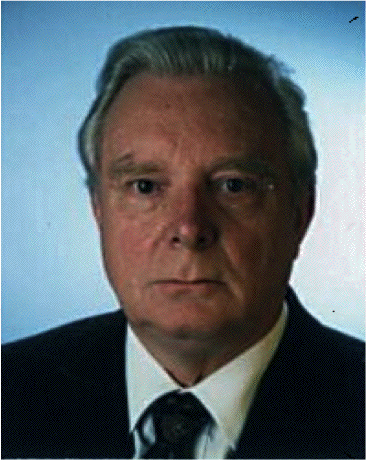
Henri Brunner (2005)

Henri Brunner (* 4. Oktober 1935 in Burkhardtsdorf/Erzgebirge) ist ein deutscher Chemiker und Hochschullehrer.

## Leben
Brunner legte 1956 das Abitur an der Oberrealschule in Deggendorf ab und nahm das Chemiestudium an der Universität München auf, das er bereits 1960 als Diplom-Chemiker abschließen konnte. 1963 wurde Brunner an der LMU München mit einer Dissertation zum Thema „Metallierung von Dibenzolchrom“  promoviert, sein Doktorvater war der Nobelpreisträger Ernst Otto Fischer (1918–2007). 1964 war Brunner Post doc an der University of California in Los Angeles bei Herbert D. Kaesz. Nach der Rückkehr aus den Vereinigten Staaten folgte 1969 die Habilitation an der Technischen Universität München mit einer Arbeit zum Thema „Der Nitrosyl-Ligand in Metallkomplexen“, wobei Ernst Otto Fischer wiederum sein Mentor war.
Im Jahre 1971 folgte Brunner einem Ruf auf den Lehrstuhl für Anorganische Chemie an der Universität Regensburg und blieb dort bis zu seiner Emeritierung im Jahre 2004. Rufe an die Universität Essen und an die University of Florida hatte er abgelehnt.
Gastprofessuren in den USA, Venezuela, Frankreich, Spanien, den Niederlanden und der Schweiz zeugen vom international anerkannten Ruf Brunners.
Brunner führte 150 akademische Schüler zur Promotion. Aus seinem Arbeitskreis sind die Professoren Wolfgang A. Herrmann (Präsident der Technischen Universität München), Walter Leitner (Lehrstuhl für Technische Chemie und Petrolchemie an der RWTH Aachen), Andreas Terfort (Universität Frankfurt) und Jürgen Klankermayer (Translationale Molekulare Katalyse, RWTH Aachen) hervorgegangen.

## Ehrungen
Bereits 1956 wurde Brunner mit einem Hundhammer-Stipendium ausgezeichnet, ab 1958 war er Stipendiat der Studienstiftung des Deutschen Volkes. Von der Gesellschaft Deutscher Chemiker (GDCh) wurde er mit dem Carl-Duisberg-Gedächtnispreis (1970) und dem Horst-Pracejus-Preis (1999) ausgezeichnet. Er erhielt den Preis des Fonds der Chemischen Industrie (1984), den deutsch-französischen Alexander-von-Humboldt-Preis (1993) und den Max-Planck-Forschungspreis (1997). Zahlreiche weitere Ehrungen wurden ihm zuteil, so die Ehrendoktorwürde seiner früheren Wirkungsstätte, der TU München (2004).

## Wissenschaftliches Werk
Henri Brunner forscht auf dem Gebiet der stereoselektiven Katalyse unter Verwendung metallorganischer Komplexe. So lassen sich Moleküle selektiv mit einem gewünschten räumlichen Aufbau synthetisieren. Dies kann für die Eigenschaften und Anwendungen des Produktes von entscheidender Bedeutung sein, vor allem was die unterschiedliche pharmakologische Wirkung reiner Enantiomerer chiraler Arzneistoffe betrifft. Wegweisend war Brunners Erkenntnis, dass metallorganische Komplexverbindungen, bei denen organische Molekülreste um ein zentrales Metall-Atom angeordnet sind, eine „stabile Chiralität“ aufweisen können. Waren es zunächst tetraedrisch aufgebaute Komplexe, die Brunner enantiomerenrein isolieren konnte (1969), so kamen bald Komplexverbindungen mit quadratisch-pyramidaler und oktaedrischer Struktur hinzu (1972). An diesen Beispielen, die heute Lehrbuchwissen sind, untersuchte er, wie sich Chiralität vom Katalysator (Metallkomplex) auf das Syntheseprodukt übertragen lässt. Die Chiralität am Metallatom in metallorganischen Verbindungen ist ein noch ungehobener Schatz bei der Aufklärung von Reaktionsmechanismen.
Weiterhin forschte Brunner über chirale Phosphane mit cyclischer Struktur – ein Strukturprinzip, das sich fortan bei stereoselektiven Reaktionen der organischen Chemie als erfolgreich erweisen sollte und in der Naturstoffchemie und der Synthese von Arzneistoffen breite Anwendung findet. William S. Knowles, Barry Sharpless und Ryoji Noyori wurden für die Entdeckung industriell bedeutender enantioselektiver Katalyseprozesse für organische Verbindungen (wie dem Parkinson Medikament L-DOPA, der Sharpless-Epoxidierung und der Synthese von L-Menthol) im Jahr 2001 mit dem Nobelpreis ausgezeichnet. Pionierarbeiten im Laboratorium von Brunner und spätere Forschungen zur Synthese von enantiomerenreinem (S)-Naproxen, einem entzündungshemmenden Arzneistoff, sowie des Injektionsnarkotikums Methohexital (Brevimytal) und von Folsäure-Derivaten fallen in die gleiche Zeit.
Das außergewöhnliche wissenschaftliche Werk Brunners ist in ca. 500 Originalpublikationen und vielen Übersichtsartikeln dokumentiert. Daneben hat Brunner komplexe wissenschaftliche Sachverhalte in eine allgemein verständliche Sprache übersetzt. So hat sein Buch über Chiralitätsphänomene „Rechts oder Links“ eine große Verbreitung gefunden. Sein zweibändiges „Handbook of Enantioselective Catalysis with Transition Metal Compounds“ zählt zu den Standardwerken des Fachgebiets.
Der Hirsch-Index von Henri Brunner erreicht den herausragenden Wert von 44 (Stand: 29. Januar 2011).

### Auswahl weiterer wichtiger Publikationen
- Henri Brunner: Optische Aktivität am asymmetrischen Mangan-Atom. Angewandte Chemie 81 (1969) 395–396. Angewandte Chemie, International Edition in English 8 (1969) 382–383.
- Henri Brunner: Optische Aktivität an asymmetrischen Übergangsmetallatomen. Angewandte Chemie 83 (1969) 274–285. Angewandte Chemie, International Edition in English 10 (1971) 249–260.
- Henri Brunner, Willigis Pieronczyk: Asymmetrische Hydrierung von (Z)-α-(Acetylamino)zimtsäure mit einem Rh/norphos Katalysator, Angewandte Chemie 91 (1979) 655–656; Angewandte Chemie, International Edition 18 (1979) 620–621.
- Henri Brunner: Chiral Metal Atoms in Optically Active Organotransition Metal Compounds, Advances in Organometallic Chemistry 18 (1980) 151–206.
- Henri Brunner: Optisch aktive metallorganische Verbindungen der Übergangselemente mit chiralen Metallatomem. Angewandte Chemie 111 (1999) 1248–1263; Angewandte Chemie, International Edition 38 (1999) 1194–1208.
- Henri Brunner, Karl-Christian Bart, Guenther Bernhardt, Christian Lottner: Hematoporphyrin-Derived Soluble Porphyrin-Platinum Conjugates with Combined Cytotoxic and Phototoxic Antitumor Activity, Journal of Medicinal Chemistry, 45 (2002) 2064–2078.
- Henri Brunner, Manfred Muschiol, Manfred Zabel: Synthesis of (R,R)- and (S,S)-Norphos, Synthesis (2008) 405–408.
- Henri Brunner, Takashi Tsuno: Ligand Dissociation: Planar or Pyramidal Intermediates? Accounts of Chemical Research 42 (2009) 1501–1510.
- Henri Brunner: Glasstäbe manipulieren genetische Information, Nachrichten aus der Chemie 58 (2010) 451–452.
- Henri Brunner: Bild und Spiegelbild: Kleiner Unterschied – große Auswirkungen. GNT-Verlag, Berlin 2021, ISBN 978-3-86225-127-8 (Autobiographie).

## Tätigkeit als Herausgeber wissenschaftlicher Zeitschriften
Brunner war Mitherausgeber mehrerer Zeitschriften:
- Angewandte Chemie (von 1993 bis 1997 als Vorsitzender des Kuratoriums)
- Monatshefte für Chemie
- Tetrahedron: Asymmetry
- Journal of Organometallic Chemistry.